# 田罗驹
田罗驹，隋朝黔安蛮族起事首领。黔安（今四川彭水县）人。
大业三年（607年），起兵反隋，夷陵（今湖北宜昌）诸族大多响应，被隋朝武候骠骑将军郭荣征讨。次年，又参与向思多领导的起事军，杀死隋朝将军鹿愿，围攻太守蕭造，阻道路，断隋军粮运。后被行军总管周法尚、将军李景、裴仁基等镇压，兵败清江。